# ماركوس ميهنيرت
ماركوس ميهنيرت (بالنرويجية البوكمول: Marcus Mehnert)‏ (ولد في 28 أكتوبر 1997 في أسكر في النرويج. - ) هو لاعب كرة قدم نرويجي في مركز الهجوم.

## مشاركته مع الأندية
لعب مع نادي ستابك.

## وصلات خارجية
- ماركوس ميهنيرت على موقع اتحاد النرويج (النرويجية)
- ماركوس ميهنيرت على موقع قاعدة بيانات كرة القدم.إي يو (الإنجليزية)
- ماركوس ميهنيرت على موقع Soccerway.com (الإنجليزية)